# Donuimun
Das Donuimun (koreanisch 돈의문 „Tor der Treue“), auch Seodaemun (서대문) genannt, war eines von ursprünglich acht Stadttoren der südkoreanischen Hauptstadt Seoul. Es befand sich an der ehemaligen westlichen Stadtgrenze der Stadt.
Der Name entstand aus der Kombination der konfuzianischen Tugenden Güte, Rechtschaffenheit, Anstand, Weisheit und Vertrauen.

## Geschichte
Das Donuimun entstand während der Joseon-Dynastie im Jahr 1396, wurde während der japanischen Invasionen im späten 16. Jahrhundert niedergebrannt und 1711 wieder aufgebaut. Während der japanischen Kolonialzeit (1910–1945) wurde das Tor 1915 von den Japanern zerstört, um die bereits bestehende Straßenbahnlinie auszubauen. 2009 plante die Stadtregierung von Seoul dann das Stadttor an seiner ursprünglichen Stelle wieder durch Rekonstruktion neu zu errichten. Dazu mussten Karten aus der Joseon-Zeit bis hin zur Gegenwart studiert werden. Auch Oberflächenuntersuchung und Ausgrabung waren für das Vorhaben notwendig. Für die Rekonstruktion hatte man sich seinerzeit das Jahr 2013 zum Ziel gesetzt. Doch das Tor ist seither noch nicht restauriert worden. Die weitere Planung der Stadt sieht ein Umbau des Geländes und die Restaurierung des Tor nun bis zum Jahr 2035 vor. Die Kosten für das Vorhaben wurde 2024 auf 400 Milliarden KRW (Won) (254 Millionen Euro Stand 16. Juni 2025) geschätzt.

## Fotogalerie

Donuimun
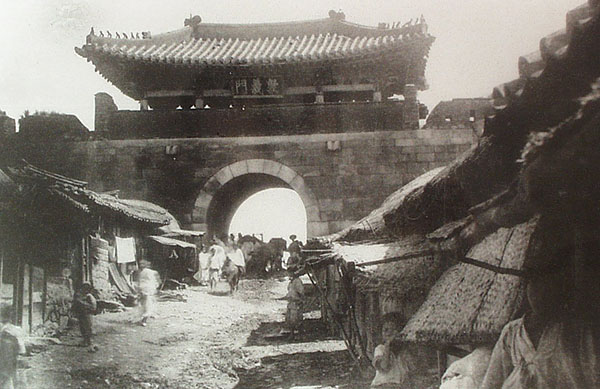
Fotografie zwischen 1888 und 1891 entstanden
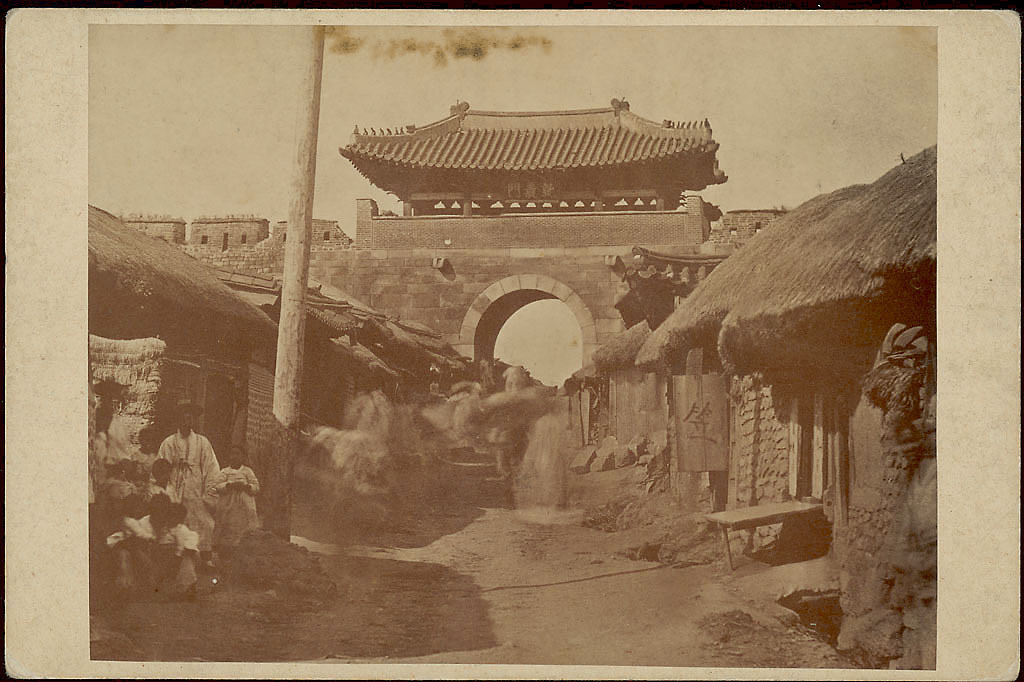
Fotografie aus den 1880er Jahren
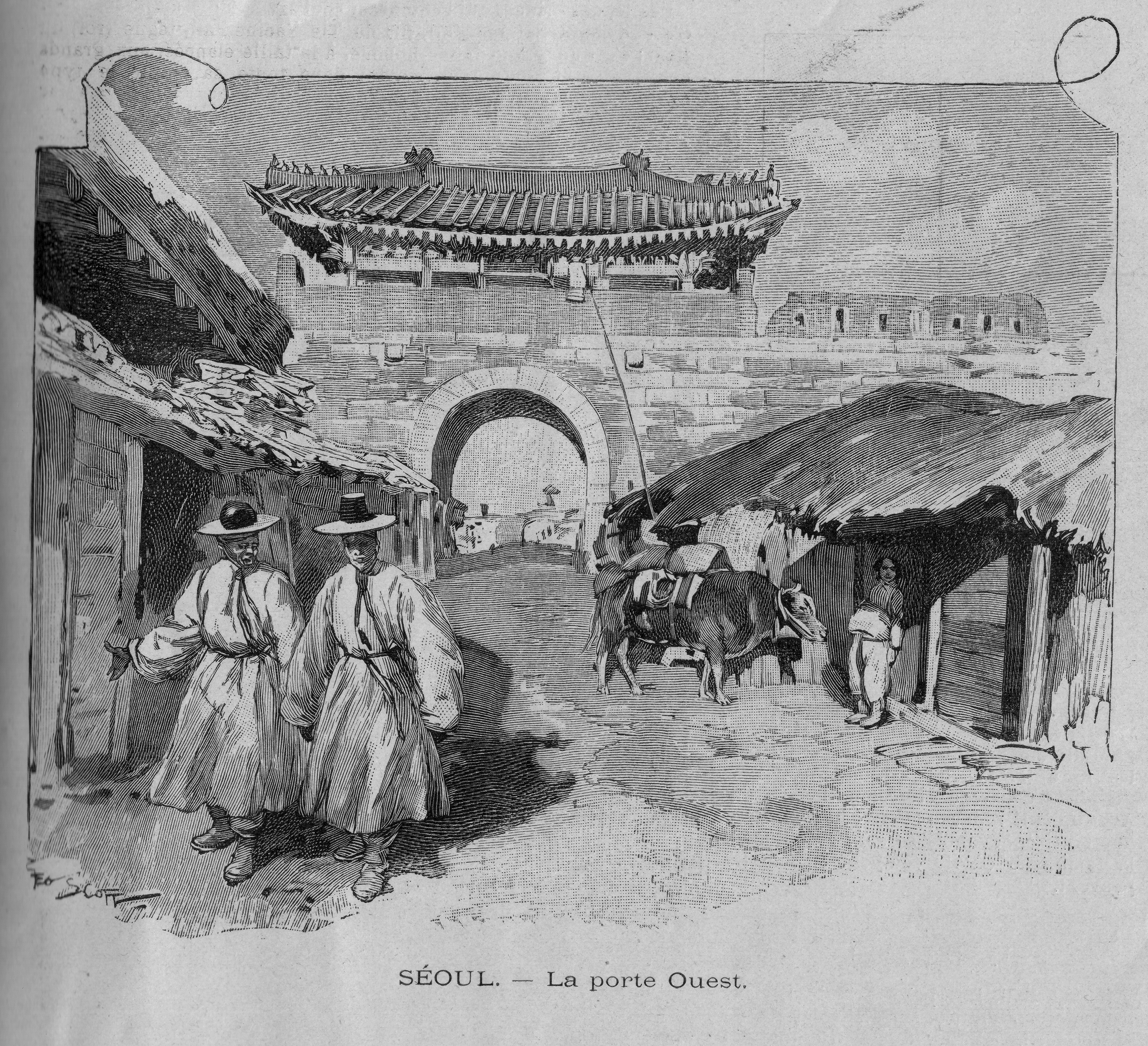
Zeichnung, ca. 1894
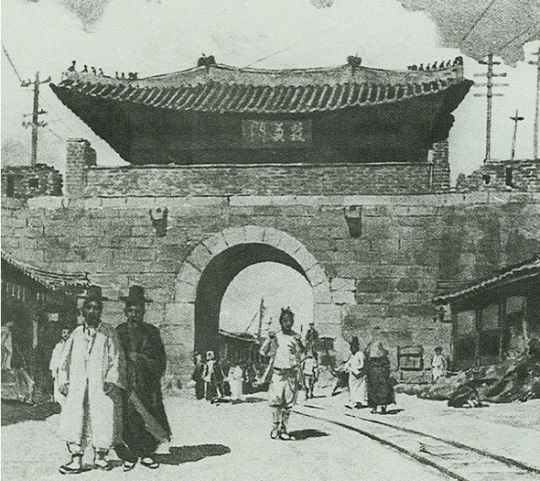
Fotografie aus den 1900er Jahren
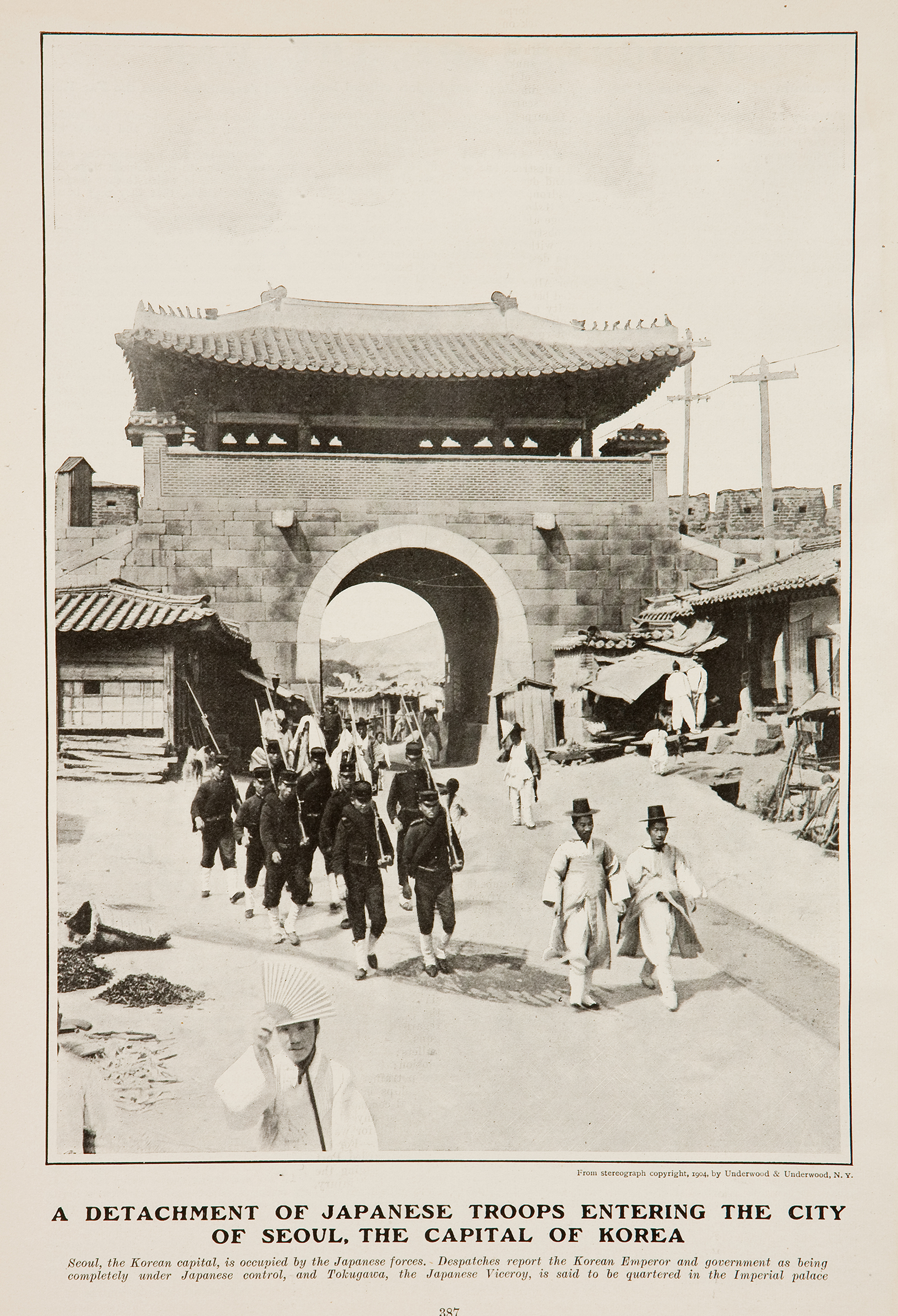
Mit japanischen Soldaten, ca. 1904
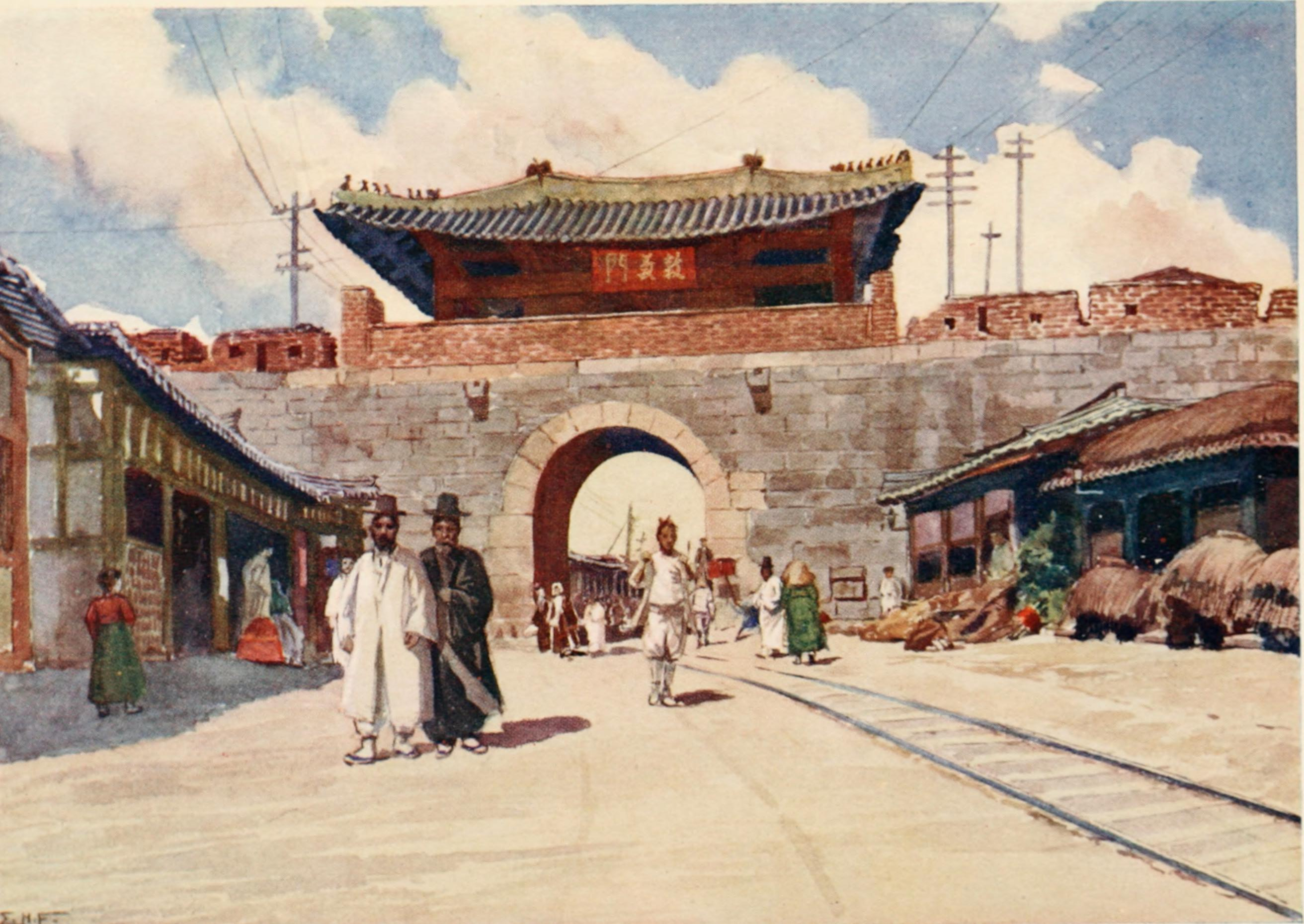
Werk von Constance J. D. Coulson (1910)